# Ctypomiris
Ctypomiris is een geslacht van wantsen uit de familie van de Miridae (Blindwantsen). Het geslacht werd voor het eerst wetenschappelijk beschreven door Schuh in 1984.

## Soorten
Het genus bevat de volgende soorten:

- Ctypomiris brendae Schuh, 1984
- Ctypomiris kokure Schuh, 1984
- Ctypomiris solomonensis Menard & Schuh, 2011